# Champcey
Champcey ist eine Ortschaft und eine ehemalige französische Gemeinde mit 236 Einwohnern (Stand 1. Januar 2022) im Département Manche in der Region Normandie. Sie gehörte zum Arrondissement Avranches und zum Kanton Avranches.
Mit Wirkung vom 1. Januar 2016 wurden die früheren Gemeinden Angey, Champcey, Montviron, La Rochelle-Normande und Sartilly zur Commune nouvelle Sartilly-Baie-Bocage zusammengelegt und haben in der neuen Gemeinde den Status einer Commune déléguée. Der Verwaltungssitz befindet sich im Ort Sartilly.

## Lage
Nachbarorte sind Sartilly im Nordwesten und im Norden, Montviron im Nordosten, Bacilly im Osten und im Süden und Dragey-Ronthon im Südwesten.

## Bevölkerungsentwicklung

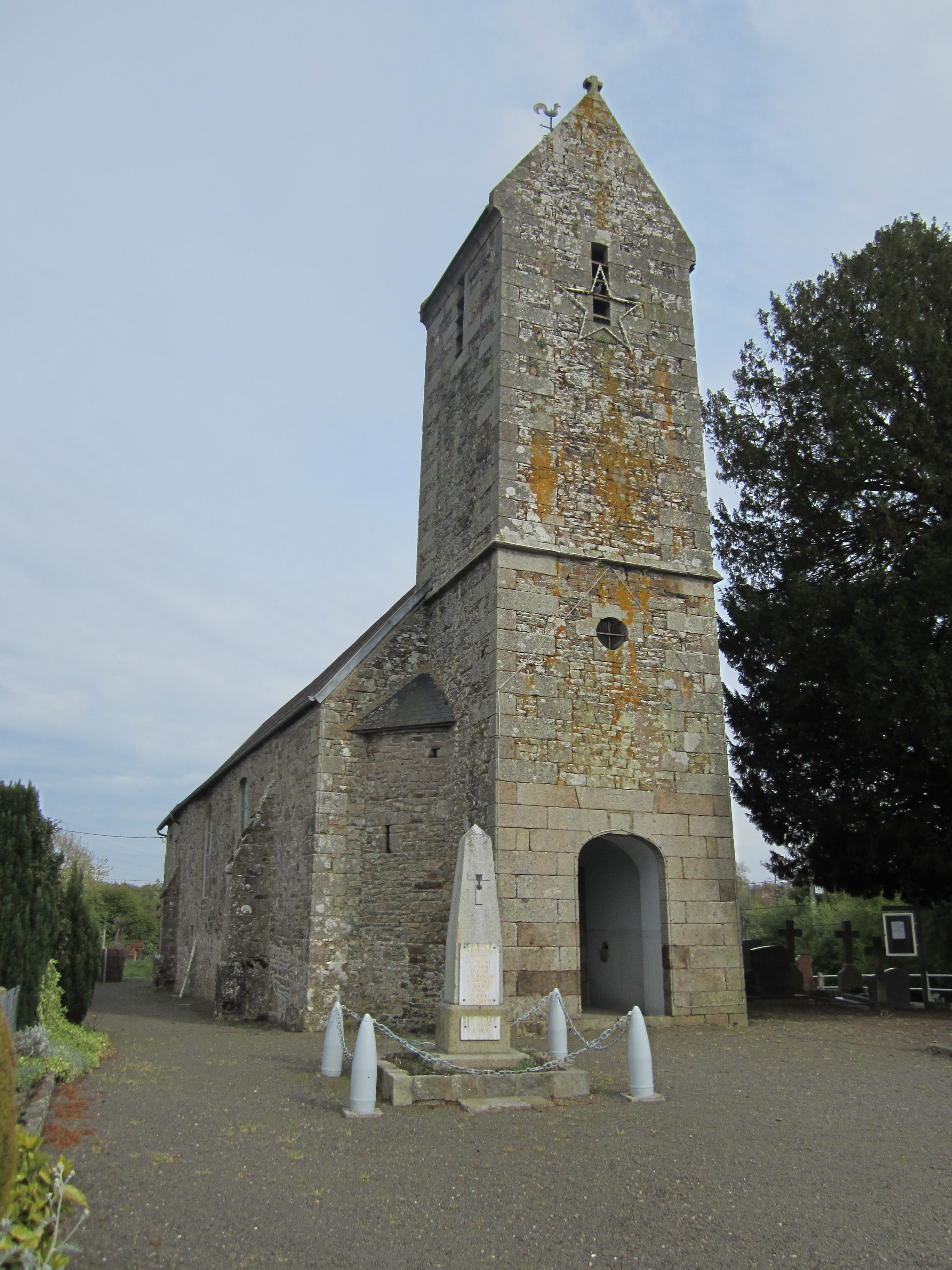
Kirche Notre-Dame in Champcey

| Jahr      | 1962 | 1968 | 1975 | 1982 | 1990 | 1999 | 2008 | 2015 |
| --------- | ---- | ---- | ---- | ---- | ---- | ---- | ---- | ---- |
| Einwohner | 191  | 153  | 148  | 119  | 141  | 149  | 188  | 225  |